# Brod nad Dyjí
Brod nad Dyjí (dříve Kolenfurt, německy Guldenfurt) je obec v okrese Břeclav v Jihomoravském kraji. Žije zde 569 obyvatel. Nachází se v Mikulovské vinařské podoblasti (viniční tratě: Lusy, Dunajovický kopec, Brodské stráně).

## Název
Podle nejstaršího dokladu (14. století) se ves původně jmenovala Guldenburg (psáno Goldenburch, "Zlatý hrad"), později došlo k přejmenování na Guldenfurt ("Zlatý brod"), v 19. století se objevila jeho zkomolenina Kolenfurt. V roce 1947 vznikl současný název překladem druhé složky původního jména s připojením nového přívlastku.

## Historie
První písemná zmínka o obci pochází z roku 1353. Roku 1930 zde žilo 999 obyvatel, téměř všichni německé národnosti (98,4 %) – tito byli po roce 1945 vesměs vysídleni. Podle německých pramenů vznikla obec v letech 1568–1570 jako nové osídlení ze zničené obce Neudorf. Písemné zmínky o obci pocházejí z roku 1583. Guldenfurt tehdy patřil panství Dürnholz (Drnholec). Za napoleonských válek byla obec zpustošena a v roce 1809 16 měsíců obsazena. Většina obyvatel pracovala v zemědělství a vinařství. Guldenfurtští obyvatelé si po staletí udržovaly své nářečí, typické pro jejich bavorský původ. Matriky jsou vedeny od roku 1652 a katastry od roku 1792.
Po rozpadu Rakouska-Uherska se stal Guldenfurt součástí nově vzniklé Československé republiky. Dne 8. října 1938 vstoupila na základě Mnichovské dohody do obce německá vojska. Tímto vzniklá státní příslušnost k německému Gau Niederdonau trvala až do května 1945. Z mužů, kteří byli za války povoláni do armády, padlo, nebo bylo pohřešováno celkem 126. To bylo tehdy 11 % z celkového počtu obyvatel a obec tak zaplatila nejkrvavější daň z celé jižní Moravy.
Po osvobození se obec vrátila zpět do Československa. Mnozí němečtí obyvatelé uprchli v obavách před represemi ze strany českého obyvatelstva do Rakouska. Na podzim 1945 už žilo v obci jen 500 Němců, přistěhovalo se na 350 nových osídlenců, převážně české a slovenské národnosti. Mezi 15. březnem a 3. říjnem 1946 byly na základě Benešových dekretů odsunuty i zbytky německého obyvatelstva. Dvě rakouské rodiny směly zůstat, později však obec také opustily. Většina odsunutých obyvatel nalezla útočiště v Německu, 70 rodin v Rakousku, po jedné pak ve Švýcarsku a v bývalé NDR. Obec pak byla nově osídlena.
Pečeť z 18. století zobrazuje lilii se dvěma hvězdami po stranách. Od 19. století zůstalo pouze písmenné razítko.

## Obyvatelstvo

### Struktura
Vývoj počtu obyvatel za celou obec i za jeho jednotlivé části uvádí tabulka níže, ve které se zobrazuje i příslušnost jednotlivých částí k obci či následné odtržení.
| Místní části   | Místní části       | 1869 | 1880 | 1890 | 1900 | 1910 | 1921 | 1930 | 1950 | 1961 | 1970 | 1980 | 1991 | 2001 | 2011 | 2021 |
| -------------- | ------------------ | ---- | ---- | ---- | ---- | ---- | ---- | ---- | ---- | ---- | ---- | ---- | ---- | ---- | ---- | ---- |
| Počet obyvatel | část Brod nad Dyjí | 774  | 814  | 889  | 1011 | 955  | 943  | 999  | 587  | 612  | 576  | 533  | 459  | 486  | 460  | 541  |
| Počet domů     | část Brod nad Dyjí | 124  | 148  | 166  | 173  | 192  | 206  | 234  | 153  | 150  | 143  | 148  | 179  | 190  | 200  | 235  |

## Obecní správa

### Obecní symboly
Znak a vlajka byly obci uděleny rozhodnutím předsedy Poslanecké sněmovny Parlamentu České republiky dne 27. dubna 1999.

## Pamětihodnosti
- Kostel svatého Jana Nepomuckého, prostá klasicistní stavba s věží v průčelí z roku 1781
- Sochy svatého Floriána a svatého Jana Nepomuckého
- Kaple
- Hřbitov

## Teplotní rekord
Dne 8. srpna 2013 tu byla změřena historicky nejvyšší teplota na území Moravy, a to 39,7 °C. Předchozí moravský teplotní rekord 39,0 °C byl naměřen 13. srpna 2003 rovněž v Brodě nad Dyjí.

## Společenský život
Samospráva obce od roku 2016 vyvěšuje 5. července zlatočervenou moravskou vlajku.

## Galerie

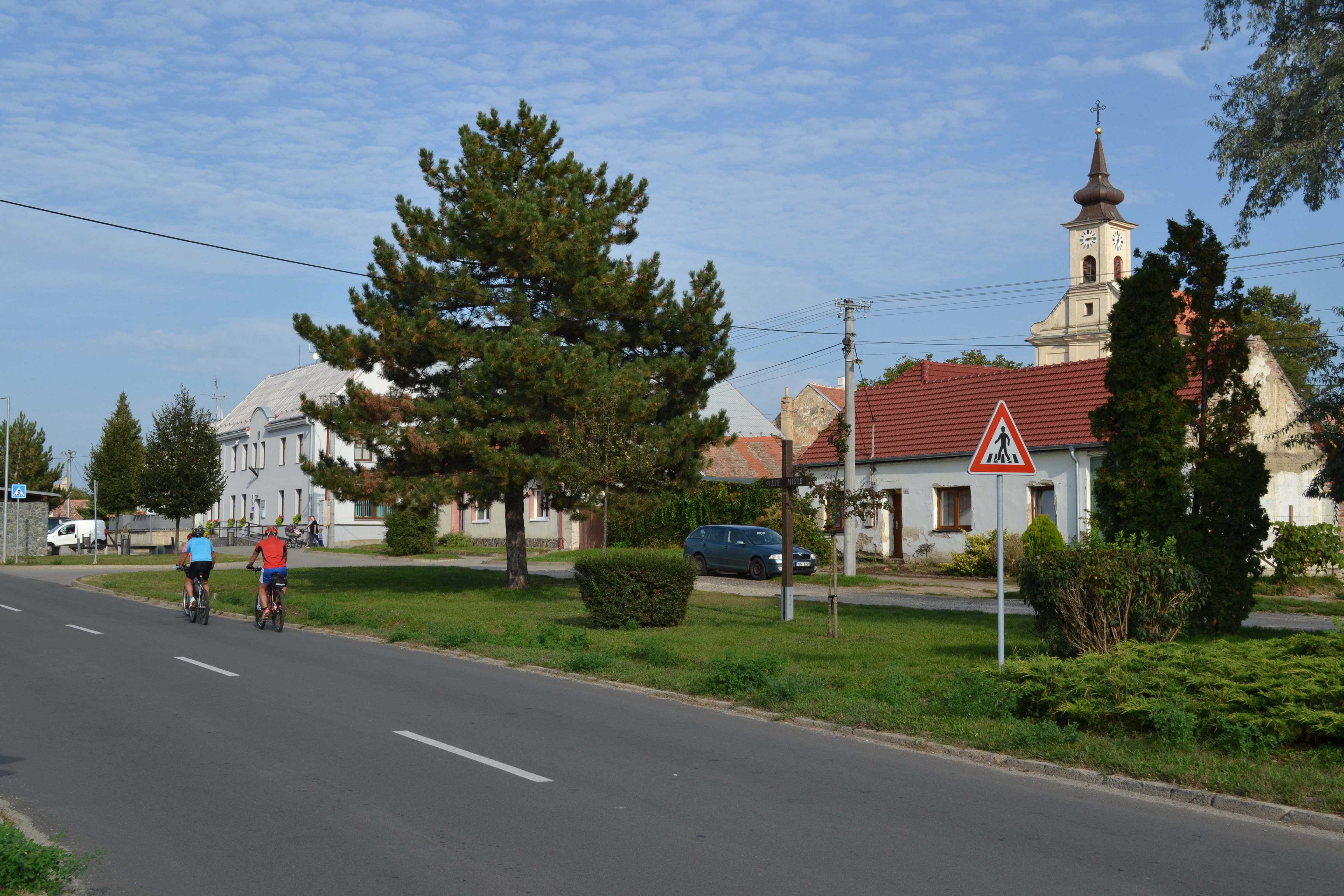
hlavní ulice
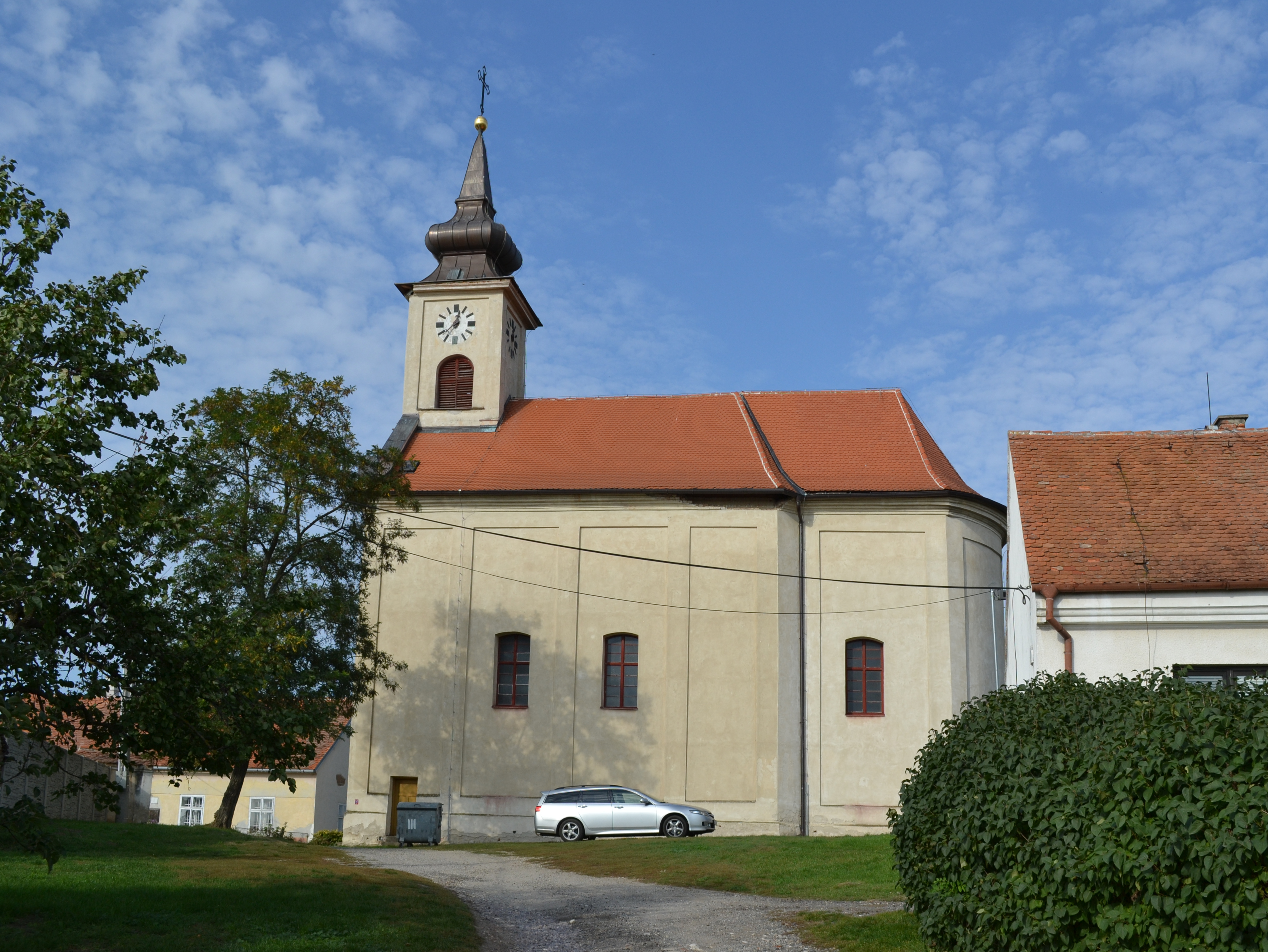
kostel sv. Jana Nepomuckého
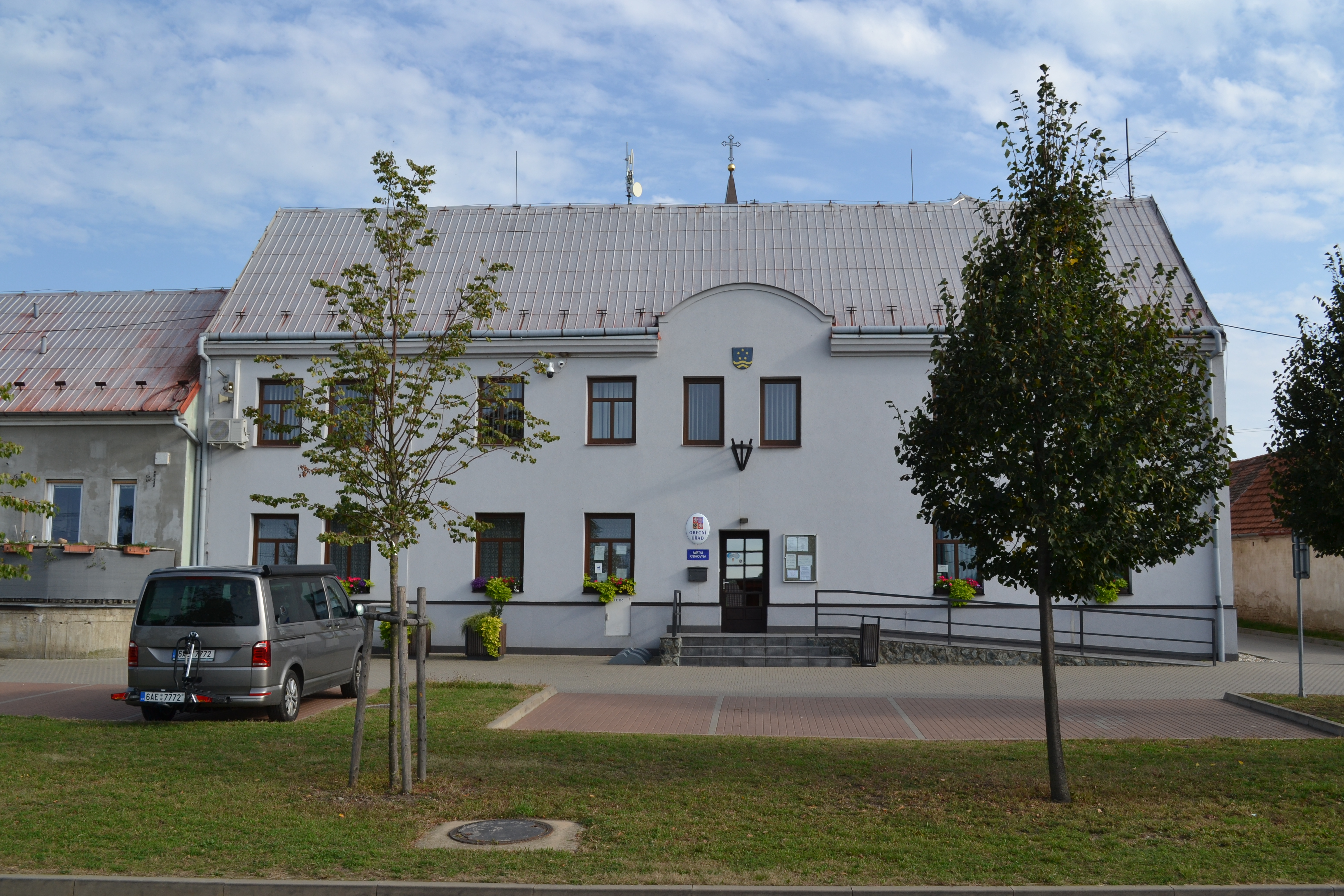
obecní úřad
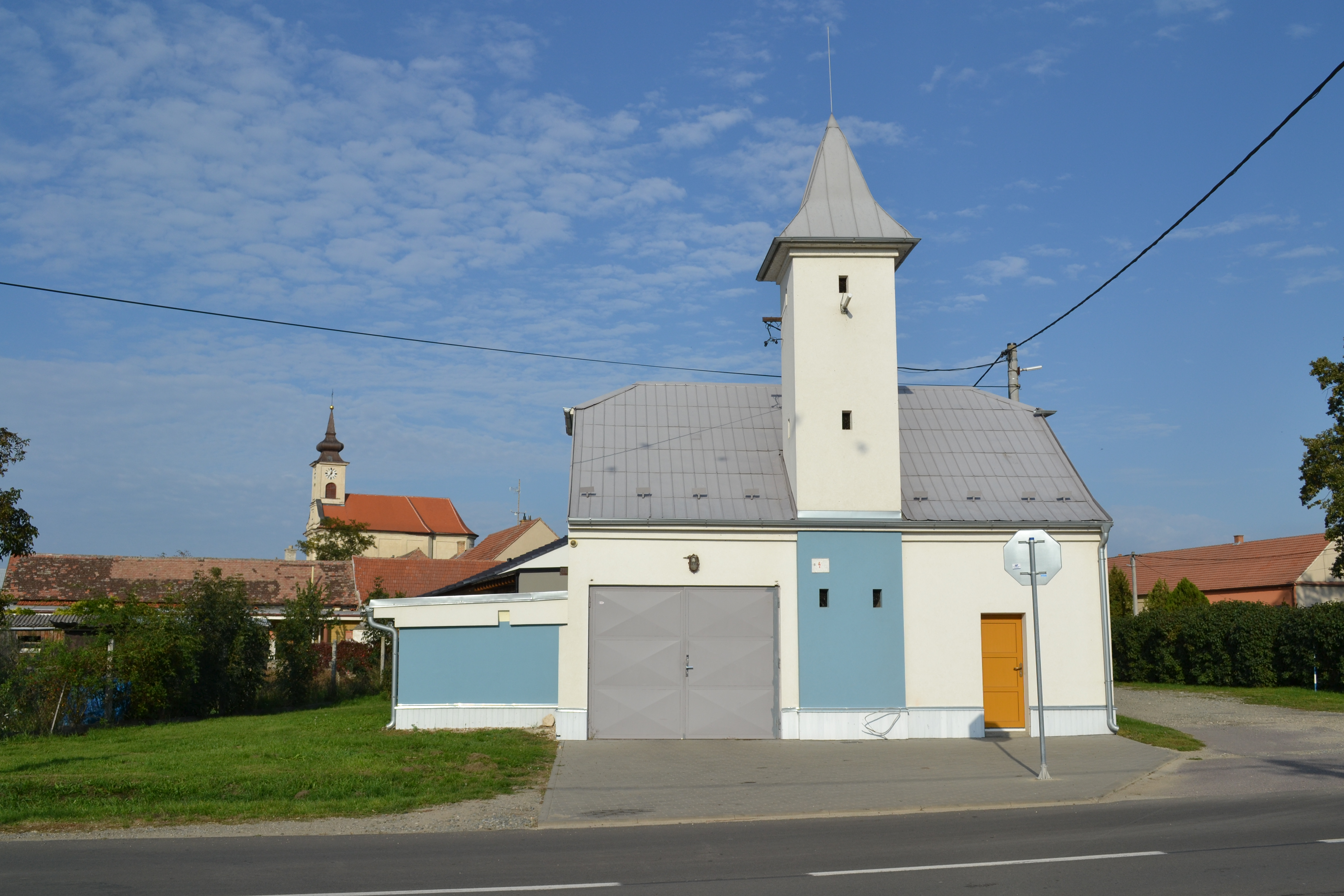
hasičská zbrojnice
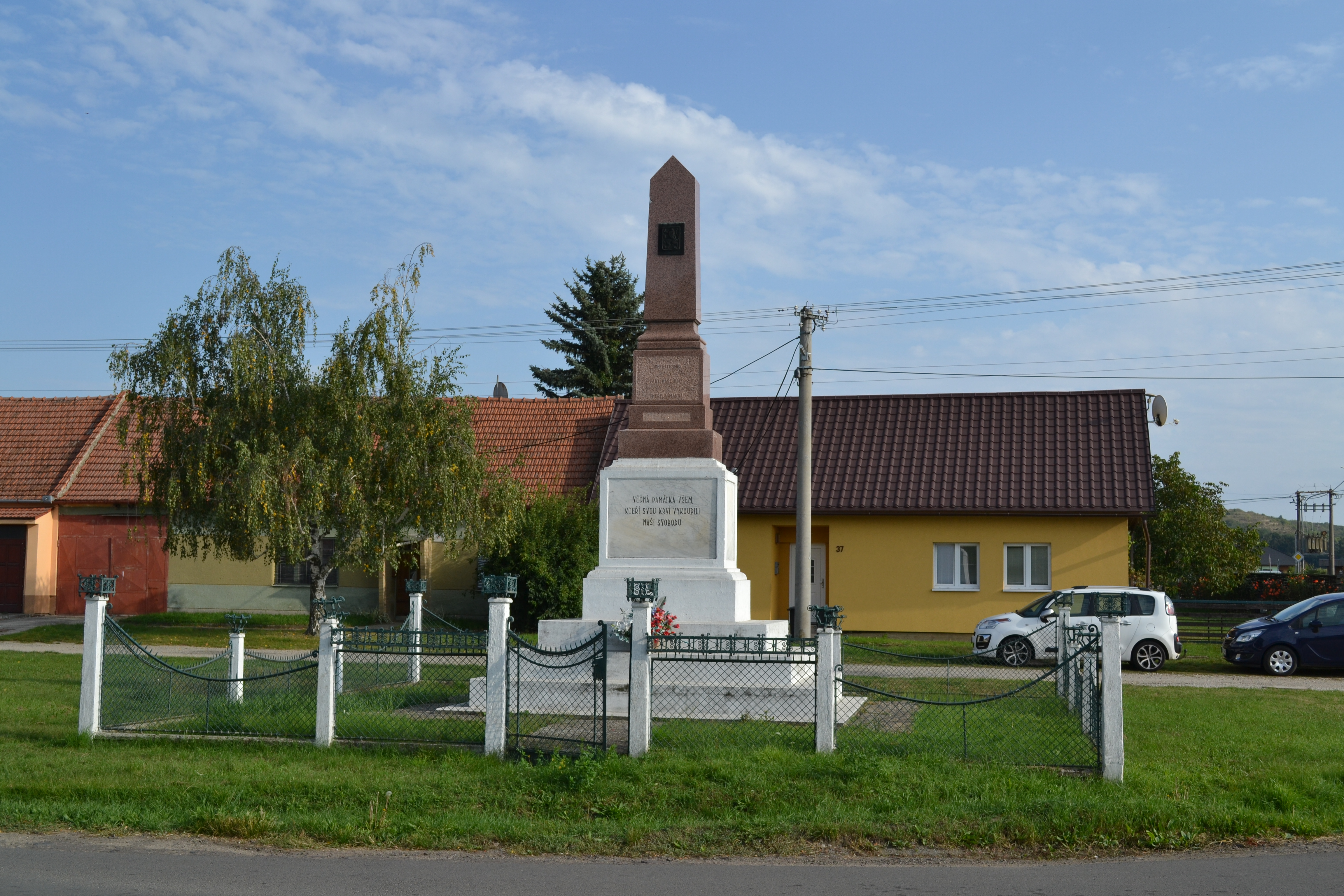
pomník padlým
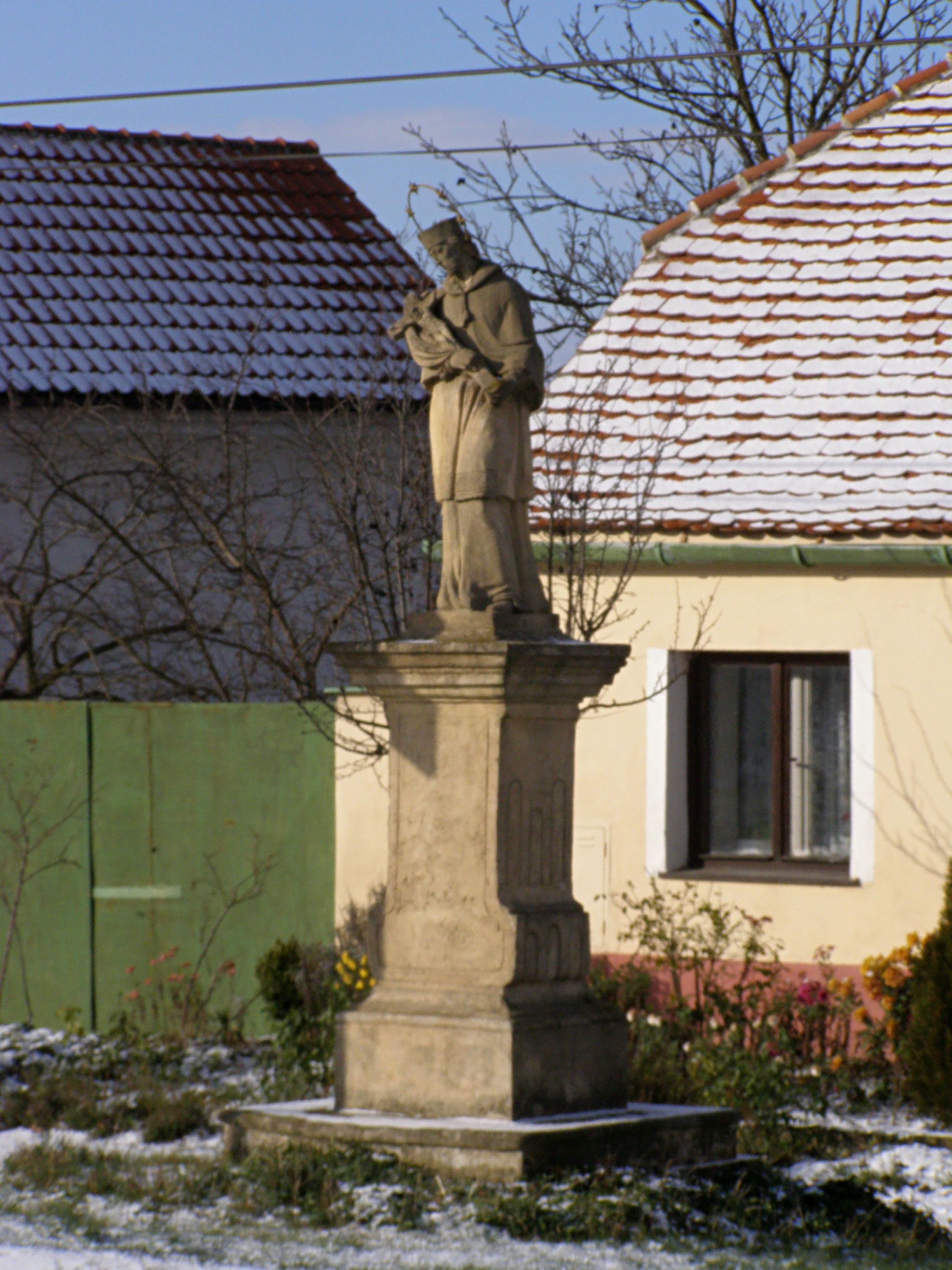
socha sv. Jana Nepomuckého
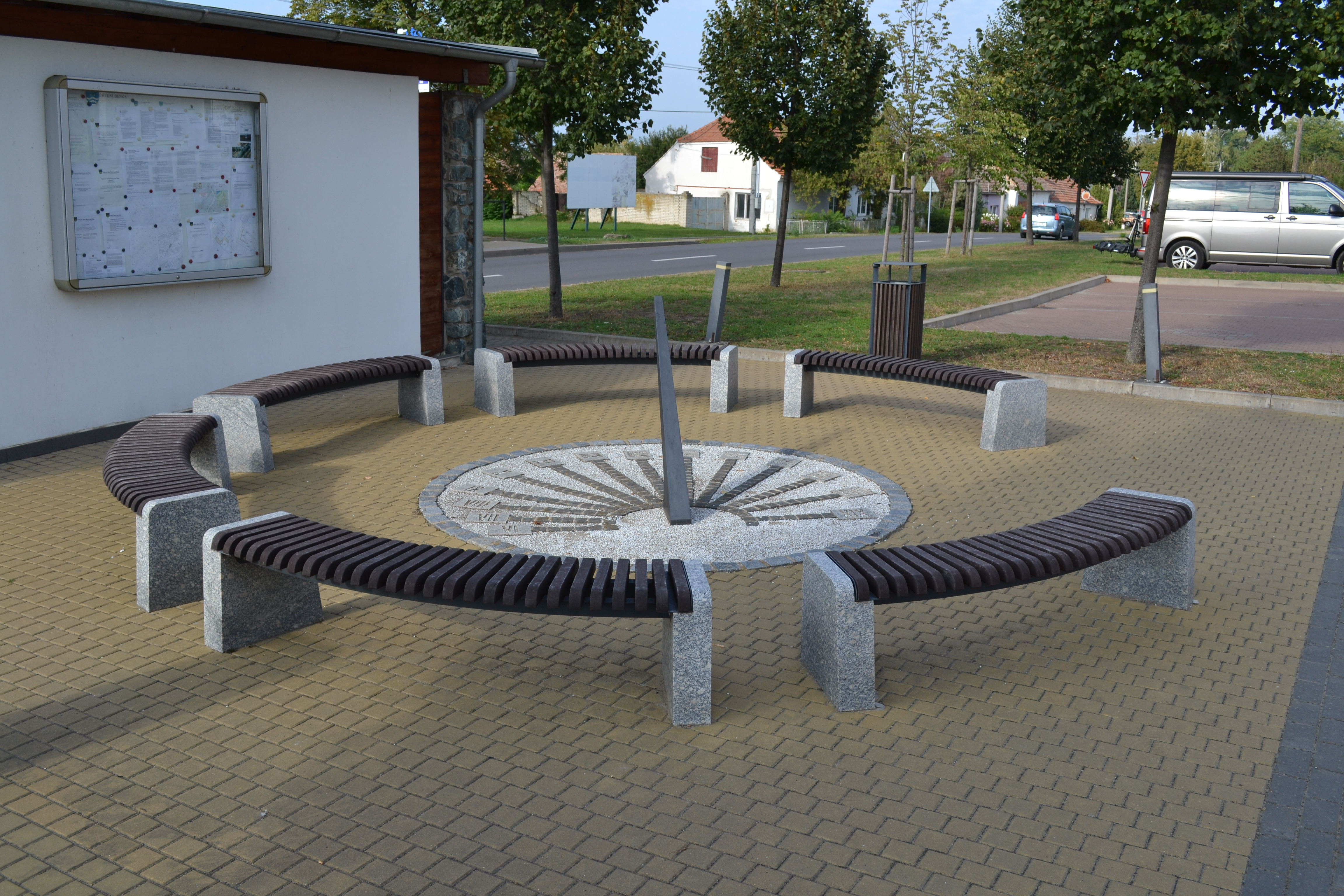
sluneční hodiny u radnice
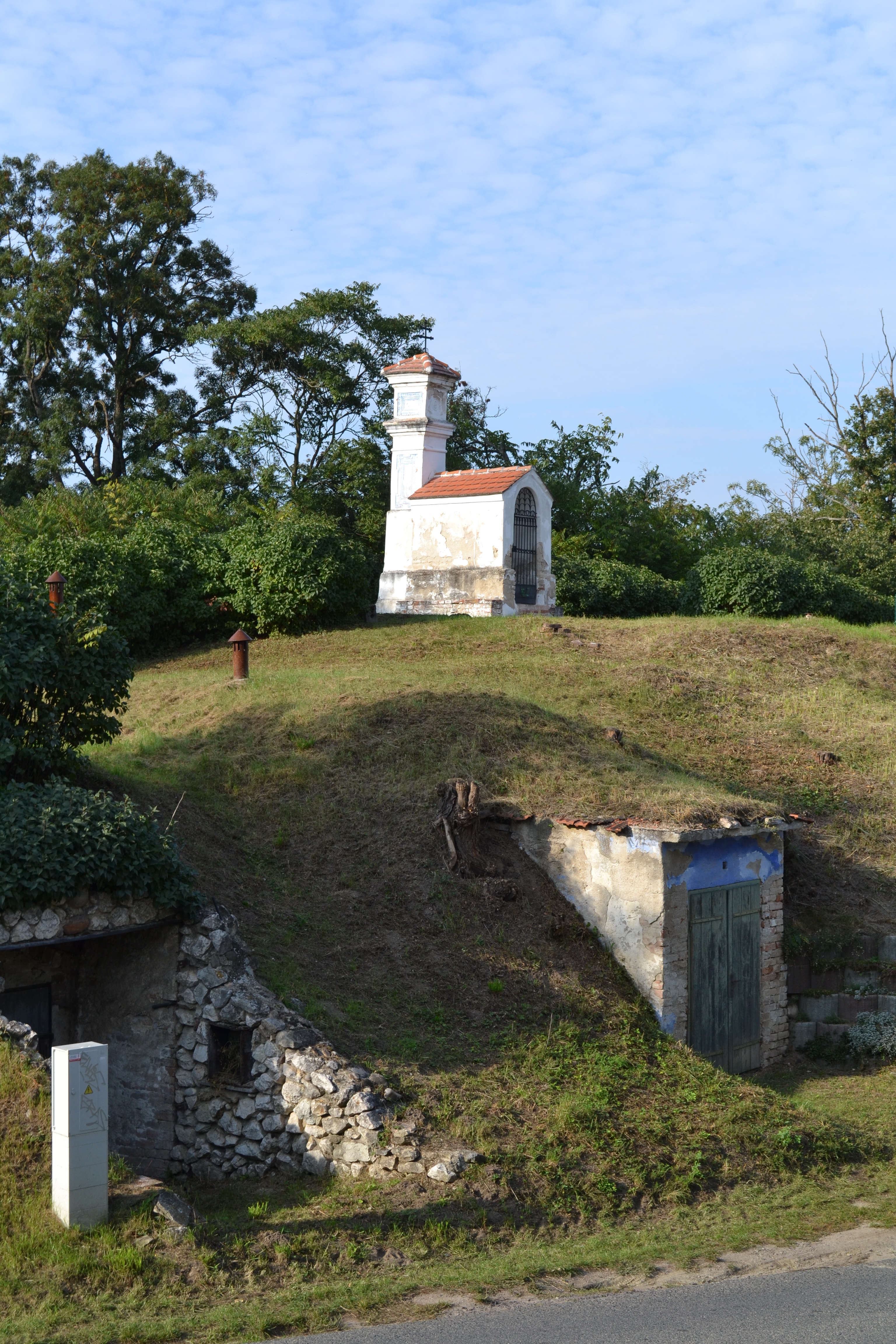
boží muka s kaplí